# Philodicus ponticus
Philodicus ponticus är en tvåvingeart som först beskrevs av Jacques-Marie-Frangile Bigot 1880.  Philodicus ponticus ingår i släktet Philodicus och familjen rovflugor. Inga underarter finns listade i Catalogue of Life.